# Молчан, Юрий Сергеевич
Ю́рий Серге́евич Молча́н (8 апреля 1983, Тирасполь, СССР) — российский фехтовальщик, бронзовый призёр Олимпийских игр. Заслуженный мастер спорта России.

## Карьера
Первый тренер — Геннадий Борисович Шустиков.
На Олимпиаде в Афинах выиграл бронзовую медаль в командной рапире вместе с Реналем Ганеевым, Русланом Насибуллиным и Вячеславом Поздняковым. В индивидуальном первенстве Молчан занял 25-е место.
Двукратный чемпион Европы в командной рапире.

## Образование
Выпускник Санкт-Петербургского колледжа олимпийского резерва № 1 и Российского государственного университета физической культуры.